# Vijon

Vijon este o comună în departamentul Indre, Franța. În 2009 avea o populație de 308 de locuitori.